# David Allen Johnson
David Allen Johnson detto Dave (Missoula, 7 aprile 1963) è un ex multiplista statunitense medagliato olimpico.

## Carriera
Nel 1988 Dave Johnson ha partecipato alle Olimpiadi di Seul nel decathlon, terminando al 9º posto con 8.180 punti.
L'anno successivo ha realizzato il record americano della specialità con 8.549 punti. Nello stesso 1989 ha vinto la medaglia d'oro all'Universiade di Duisburg, realizzando 8.216 punti.
Nel 1992 ha vinto la medaglia di bronzo alle Olimpiadi di Barcellona con 8.309 punti.
Dopo il ritiro dalle competizioni è diventato un allenatore di atletica leggera in vari istituti statunitensi.